# Васильчук, Николай Сергеевич
Николай Сергеевич Васильчук (19 мая 1947 — 29 сентября 2011) — российский учёный в области селекции и семеноводства полевых культур, член-корреспондент РАСХН (2005).

## Биография

Васильчук Н. С. мемориальная доска, Саратов

Родился в деревне Орхово Брестского района Брестской области. Окончил Саратовский государственный педагогический институт (1970).
С 1970 г. — в НИИ сельского хозяйства Юго-Востока:
- 1970—1972 старший лаборант лаборатории физиологии растений,
- 1972—1975 аспирант,
- 1975—1984 младший, старший научный сотрудник лаборатории селекции и семеноводства яровой твердой пшеницы,
- 1984—1997 заведующий лабораторией селекции и семеноводства яровой пшеницы,
- 1997—2002 заместитель директора по научной работе, руководитель селекционного центра,
- 2002—2007 директор,
- 2007—2011 заведующий отделом селекции и семеноводства яровой пшеницы.

## Научная деятельность
Соавтор 13 районированных сортов яровой твёрдой пшеницы, в их числе: Саратовская 57, Саратовская 59, Саратовская золотистая, Людмила, Валентина, Ник, Елизаветинская, Золотая волна.
Получил 20 авторских свидетельств и патентов на изобретения.

### Научные труды
- Сорта и перспективные линии мягкой и твердой пшеницы селекционеров Поволжья / соавт.: Л. Г. Ильина и др.; ВИР и др. — Л., 1980. — 87 с. — (Кат. мировой коллекции ВИР; вып. 271).
- Сорта полевых культур саратовской селекции / соавт.: В. Н. Архангельский и др.; НИИСХ Юго-Востока и др. — Саратов, 1990. — 43 с.
- Некоторые приемы и методы физиологического изучения сортов зерновых культур в полевых условиях / соавт.: О. А. Евдокимова и др. — Саратов, 2000. — 54 с.
- Селекция яровой твердой пшеницы. — Саратов, 2001. — 123 с.
- Почвосберегающие малозатратные технологии производства высококачественного зерна яровой пшеницы в засушливых районах Поволжья: (метод. рекомендации). — Саратов, 2002. — 53 с.
- Некоторые аспекты селекционно-семеноводческой деятельности на рынке наукоемких технологий: экономическая оценка и проблемы / соавт.: А. С. Селиванов, В. И. Глазунов; НИИСХ Юго-Востока и др. — Саратов, 2008. — 24 с.
- Усовершенствованные сортовые технологии возделывания яровой твердой пшеницы в условиях Саратовской области: (метод. рекомендации) / соавт.:А. И. Шабаев и др.; НИИСХ Юго-Востока и др. — Саратов, 2010. — 43 с.

## Награды и звания
Доктор сельскохозяйственных наук (1999), член-корреспондент РАСХН (2005).
Награждён медалями «20 лет освоения целины» (1974), «50 лет освоения целины» (2004), золотой медалью им. П. П. Лукьяненко.

## Память
Позже в честь Николая Васильчука был назван сорт пшеницы Николаша.